# Dispio remanei
Dispio remanei är en ringmaskart som beskrevs av Friedrich 1956. Dispio remanei ingår i släktet Dispio och familjen Spionidae. Inga underarter finns listade i Catalogue of Life.